# Ray Burke
Raphael Patrick Burke, né le 30 septembre 1943 est un homme politique irlandais, membre de Fianna Fáil. Il est ministre des affaires étrangères de juin à octobre 1997, ministre de la Justice de 1989 à 1992, ministre des Télécommunications de 1987 à 1991, ministre de l'Industrie et du Commerce de 1988 à 1989, Ministre de l'énergie de 1987 à 1988, Ministre de l'environnement de mars 1982 à décembre 1982 et de 1980 à 1981, Secrétaire d'état au département de l’industrie, du commerce et de l'énergie de 1979 à 1980. Il est député à la chambre basse du parlement irlandais (Dáil Éireann) de 1973 à 1997.